# جون هيوز (ملحن)
جون هيوز (بالإنجليزية: John Hughes)‏ (و. 1873 – 1932 م) هو ملحن، وكاتب ترانيم، وناشر (حرفة) من المملكة المتحدة، وويلز، والمملكة المتحدة لبريطانيا العظمى وأيرلندا، يستخدم آلات أورغن، توفي عن عمر يناهز 59 عاماً.

## روابط خارجية
- جون هيوز على موقع ميوزك برينز (الإنجليزية)
- جون هيوز على موقع أول ميوزيك (الإنجليزية)
- جون هيوز على موقع ديسكوغز (الإنجليزية)